# Anomoeotes separatula
Anomoeotes separatula és una espècie de lepidòpter zigenoïdeu de la família dels himantoptèrids (Himantopteridae), subfamília Anomoeotinae.
És una espècie endèmica de Guinea Equatorial.